# L'Élan de Noël

L'Élan de Noël (Midden in de Winternacht) est un téléfilm néerlandais réalisé par Lourens Blok, diffusé en 2013.

## Synopsis
Quand son père ne peut pas rentrer à la maison, Max est convaincu que Noël sera extrêmement ennuyeux cette année. Mais ensuite Mr. Élan s'écrase au travers de son toit et il n'en est plus sûr désormais. C'est un Élan géant qui parle avec une grande bouche, un cœur chaud et une tendance au drame. Il prétend qu'il était dans une course test avec le Père Noël, qu'il a perdu le contrôle du traîneau et s'est écrasé, blessant sa patte. Et maintenant, il doit trouver le Père Noël, sinon personne ne recevra leurs cadeaux de Noël. Max est-il capable de faire voler Mr. Élan et le Père Noël à nouveau? 

## Fiche technique
- Titre original : Midden in de Winternacht
- Titre français : L'Élan de Noël
- Réalisation : Lourens Blok
- Scénario : Daan Bakker et Marco van Geffen
- Photographie : Philip van Volsem
- Pays d'origine : Pays-Bas
- Langue originale : Néerlandais
- Format : couleur
- Genre : Comédie
- Durée : 80 minutes

## Distribution

### Personnages principaux
- Dennis Reinsma  : Max
- Dana Goldberg  : Kiki
- Jeroen van Koningsbrugge (V.F. : Emmanuel Curtil) : Mr Élan (voix)
- Jelka van Houten (V.F. : Anne Tilloy) : Kirsten
- Arjan Ederveen  : Mr Panneman
- Derek de Lint  : Père Noël
- Carla Hardy  : Grand-Mère
- Brian Herring  : Élan

### Personnages secondaires
- Max Van den Burg : agent de police
- Roosmarijn van Bohemen : agente de police
- Huug van Tienhoven : patient 1
- Luc Theeboom : patient 2
- Claes Månsson : psychiatre
- Lotte Vogel : Sœur Gerda
- Erik Sundqvist : garnement 1
- Maats van den Geer : garnement 2
- Joop Keesmaat : voix psychiatre